# Per una sola estate
Per una sola estate (Here on Earth) è un film del 2000 diretto da Mark Piznarski.

## Trama
Kelley Morse, un ragazzo ricco, con una situazione familiare complicata alle spalle, e Jasper Arnold, un ragazzo del ceto medio, con una famiglia unita e cordiale, si innamorano della stessa ragazza, Samantha, già fidanzata con Jasper. I due, per colpa di una corsa con le macchine provocata da una sfida, devono scontare una condanna aiutando il paese a ricostruire il ristorante della famiglia di Samantha che è stato incendiato durante la gara. Nel frattempo Kelley cerca di conquistare il cuore della ragazza mentre Jasper cerca di tenerla a sé, nonostante Samantha capisca di essere cresciuta e quello che la legava al suo amico d'infanzia non è lo stesso sentimento che sta cominciando a provare per Kelley, per non ferire i suoi sentimenti accetta di andare con lui alla tradizionale festa del 4 luglio.
Ad essere ferito è però Kelley che durante la notte decide di prendere un autobus per ritornare a casa. Mentre sta per partire incontra Samantha e le chiede di partire insieme e la ragazza finalmente trova il coraggio per seguirlo. Una volta giunti nella grande villa del ragazzo, la giovane giocando a nascondersi si fa infine trovare nella vasca da bagno, ma il gioco risveglia in Kelley il ricordo della madre suicida proprio nella stessa vasca. Dopo essersi confidato in merito a questa pagina del suo passato i due trascorreranno la notte insieme. Il mattino seguente l'arrivo del padre del ragazzo lo riporta ai suoi doveri, alle proprie responsabilità, intimandolo a ritornare indietro per terminare il servizio dovuto alla comunità ed a non sprecare il suo tempo insieme a Samantha definendola solo un "piacevole diversivo".
Al rientro però si scopre che anche Samantha nasconde un segreto: il problema al ginocchio si rivela essere un osteosarcoma che la ragazza ha sempre cercato di nascondere per condurre una vita il più normale possibile, ma che ora si è ripresentato più aggressivo di prima. Messo di fronte ai pochi mesi di vita della ragazza e con ancora nelle orecchie le parole del padre, al termine del servizio civile Kelley lascia la cittadina per riprendere in mano la propria vita, nonostante Jasper cerchi di convincerlo che la ragazza ha bisogno di lui. Ma Samantha è comunque felice perché a dispetto di molte persone che vivono una vita intera senza innamorarsi, lei ha conosciuto l'amore e non ha rimpianti.
Il giorno dell'inaugurazione del negozio della famiglia Cavanaugh, Kelley si presenta dinanzi a Samantha con una rosa della serra di sua madre con l'intenzione di restarle accanto fino alla fine.